# NGC 7360
NGC 7360 este o galaxie situată în constelația Pegas. A fost descoperită în 29 august 1864 de către Albert Marth.